# 바그너 안드라지 도스 산토스
바그너 안드라지 도스 산토스 (Wagner Andrade dos Santos, 1970년 9월 28일 ~ )은 2015년 FC 서울의 피지컬 코치로 재직하였다.